# Archivos del Terror

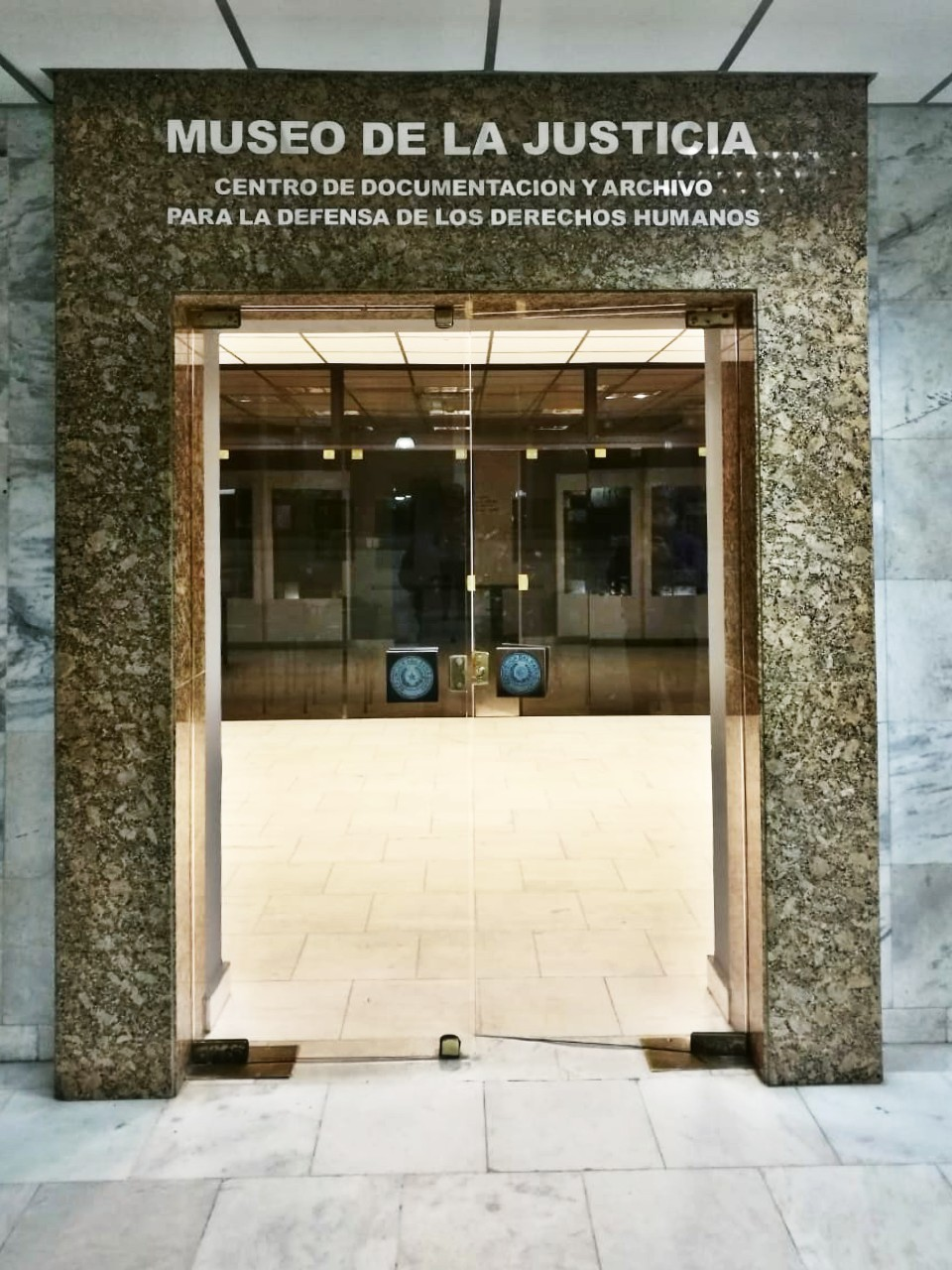
Fachada Museo de la Justicia (Archivos del Terror)

«Archivos del Terror» es el nombre que se le dio a unos documentos redactados durante la dictadura de Alfredo Stroessner, referentes al aparato represivo de la dictadura de Alfredo Stroessner, y otras dictaduras aliadas en el llamado Plan Cóndor. Los documentos fueron hallados por Martín Almada, con la ayuda del juez José Agustín Fernández, el 22 de diciembre de 1992, en la ciudad de Lambaré, Paraguay. Contienen comunicaciones escritas entre autoridades policiales, militares y delatores civiles de Paraguay principalmente, y también de Argentina, Brasil, Chile, y Uruguay, durante las dictaduras militares gobernantes entre 1950 y 1980, con el fin de reprimir a las sociedades de dichos países.
Los cientos de documentos incluyen diversos informes sobre intercambio y traslado de presos políticos, espionaje y control de actividades civiles; al punto que existen informes de reuniones familiares o de simples charlas de amigos. Además se mencionan sesiones de torturas por los más diversos medios aberrantes.
Los «Archivos del Terror», mostraron que Paraguay, Chile, Argentina y Uruguay fueron los miembros fundadores de la Operación Cóndor, con la incorporación posterior de Bolivia y Brasil. La Operación Cóndor contaba con un sistema de comunicación encriptado, que se enrutaba a través de bases militares estadounidenses en el Canal de Panamá, lo que permitía a las fuerzas de seguridad del conteo de miembros construir una base de datos de disidentes políticos en otros países, lo que les permitió enviar asesinos a los países de los demás para secuestrar, asesinar y torturar a presuntos enemigos entre sus comunidades de emigrantes y exiliados.
La Comisión de Verdad y Justicia, establecida por el gobierno paraguayo en 2003, pudo compilar de estos archivos y otras tres fuentes documentales, una lista de 9923 personas que sufrieron 14 338 violaciones de derechos humanos, incluyendo detenciones, torturas, ejecuciones, desapariciones y exilios. El trabajo de la comisión también permitió la identificación de 10 167 víctimas adicionales omitidas por los archivos.
La información de estos documentos ha tenido impacto no sólo  en Paraguay, sino también en otros países, como en el caso chileno, cuya información contribuyó a reconstruir casos del dictador chileno Augusto Pinochet.Este archivo evidencia que desaparecieron alrededor de más de 500 personas, y más de 100 000 personas fueron víctimas directas de la represión, entre detenciones, persecuciones, procesamientos, flagelaciones, deportaciones, desapariciones y otras violaciones de derechos humanos. En el año 2009, los Archivos del Terror fueron incorporados al Programa Memoria del Mundo de la Unesco. Actualmente los archivos se encuentran resguardados en el Centro de documentación y archivo para la defensa de los derechos humanos, a cargo de la Corte Suprema de Justicia de Paraguay.

## Documentos
Los documentos, incautados en el procedimiento judicial realizado el 22 de diciembre de 1992, corresponden al departamento de Investigaciones de la Policía, los mismos son:
- Fichas de detenidos.
- Informes confidenciales.
- Pedidos de búsqueda.
- Declaraciones Indagatorias e informativas.
- Controles a Partidos Políticos de Oposición.
- Controles a Grupos Estudiantiles.
- Controles a Sindicatos.
- Controles de Entrada y Salida del País.
- Controles Telefónicos.
- Vigilancia Domiciliaria.
- Notas Varias al Jefe del Dpto. de Investigaciones.
- Publicaciones Periodísticas.
- Fotografías.
- Libros de Novedades de la Guardia.
- Documentos de Identidad (Cédulas y Pasaportes)
- Casetes con grabaciones de paneles, conferencias, discursos, programas radiales, etc.

El llamado "Archivo Pre-Stronista", que proviene de la época anterior a 1954, cubre con distintas fuentes documentales, las décadas del 30 y del 40. Los documentos más antiguos provienen de 1917 y los más recientes datan de 1952, pero el Archivo es especialmente rico para el estudio de la dictadura del General Higinio Morínigo y de los gobiernos colorados previos a Federico Chaves.
Consta de diversos cuerpos:
- Registro de Comisiones Directivas de Sindicatos.
- Libros de antecedentes de la Subsección Obrera y de leyes especiales.
- 18 Volúmenes encuadernados con los prontuarios policiales.
- Dos carpetas poco voluminosas con documentos sin catalogar.
- Libros de Entradas Policiales.
- Listas de dirigentes obreros.
- Tres cajas de Fichas Prontuariales.
- Dos carpetas de fotografías documentales de 1946/1954.

Origen
- Incautado.
- Producido.

Contenido
- Temas Políticos/ Gremiales.
- Delitos Comunes.
- Varios Intrascendentes.
- Indefinidos.

Otros archivos fueron incorporándose posteriormente, tales como:
- Los archivos de la Dirección Nacional de Asuntos Técnicos, más conocida como "La Técnica". Esta incautación se llevó a cabo el 24 de diciembre.
- En 1993 se incorporan los archivos de la comisaría 3.ª y documentos remitidos desde la Fiscalía General del Estado pertenecientes a la Delegación de Gobierno de Caaguazú y del Asilo de Ancianos.
- En los años 2001-2002, frutos de nuevos allanamientos, se incorporan documentos provenientes de la Policía y de diversas comisarías de la capital
- “Rollo 143” o “Rollo Cóndor”,[12] son 1150 documentos microfilmados con datos sobre víctimas y victimarios de las dictaduras de la región entregados que está bajo la custodia de la Corte Suprema paraguaya

## Mecanismos de represión del Estado
El uso de la violencia tenía como objetivo la defensa del regime totalitario; la utilización de la fuerza buscaba destruir, desalentar, derrotar a quienes podían enfrentar al poder. El objetivo era paralizar a los opositores y conseguir la sumisión del pueblo.
Se habla de terrorismo de Estado cuando el Estado se constituye en violador de los derechos humanos, no cumplen su misión sino que va en contra de ella, aterrorizando a la población para que todos callen y obedezcan, evitando así la reacción ante las injusticias. El principal mecanismo de la represión y el más utilizado por el régimen fue la tortura.

## Artefactos y métodos de tortura
En estas prácticas de tortura, se empleaban los siguientes dispositivos y métodos:
1. Teju ruguái (del idioma guaraní: cola de lagarto): un látigo de corta longitud confeccionado a partir de un cable trenzado y recubierto de cuero. En uno de sus extremos contenía una varilla de hierro como mango y en el otro extremo, una argolla de hierro recubierta de cuero. Su objetivo era desollar la piel humana.
2. Pileta: un instrumento utilizado para sumergir a la víctima en agua mezclada con excrementos, con el fin de asfixiarla.
3. Picana: un dispositivo compuesto por un cable que se conectaba a la víctima mediante cinta adhesiva en un extremo y a un magneto activado eléctricamente en el otro extremo, generando una descarga eléctrica intensa en la víctima.

Adicionalmente, se empleaban grillos y esposas, cachiporras, palos y varillas de hierro para propinar golpes en las extremidades de las víctimas. También se llevaban a cabo torturas tales como confinar a una persona en un tronco vacío durante varias semanas, sin espacio para movimiento, sin acceso a alimentos y con una cantidad mínima de agua para mantenerla con vida.